# الحزب الديمقراطي المدني
الحزب الديمقراطي المدني هو حزب محافظ ليبرالي تأسس في 21 أبريل 1991 ولديه 34 مقعد في الهيئة التشريعية التشيكية الحالية.